# 마이크 데이비스 (야구 선수)
마이클 드웨인 데이비스(Michael Dwayne Davis, 1959년 6월 11일 ~ )는 미국의 전 프로 야구 선수로, 메이저 리그 베이스볼(MLB)에서 우익수로 뛰었다. 10시즌 동안 오클랜드 애슬레틱스와 로스앤젤레스 다저스에서 선수 생활을 했다.